# 特里斯坦·杜
特里斯坦·杜（1993年1月31日—），出生于法国的泰国足球运动员，司职后卫，目前为自由人。曾代表国家队参加2019年亚足联亚洲杯。也曾获得2015年东南亚运动会金牌。

## 荣誉

### 俱乐部
泰路警察
- 泰国联赛杯冠军：2014

蒙通联
- 泰国甲级足球联赛冠军：2016
- 泰国联赛杯冠军：2016、2017
- 泰国冠军杯冠军：2017
- 湄公河球會錦標賽冠军：2017

### 国家队
泰国U-23
- 东南亚运动会金牌：2015

泰国
- 东南亚足球锦标赛冠军：2016、2020